# Kanton Saint-Vallier (Saône-et-Loire)
Der Kanton Saint-Vallier ist seit 2015 ein französischer Wahlkreis im Arrondissement Autun, im Département Saône-et-Loire und in der Region Bourgogne-Franche-Comté. Sein Hauptort ist Saint-Vallier.

## Gemeinden
Der Kanton besteht aus fünf Gemeinden mit insgesamt 17.939 Einwohnern (Stand: 1. Januar 2022) auf einer Gesamtfläche von 148,71 km²:
| Gemeinde             | Einwohner 1. Januar 2022 | Fläche km² | Dichte Einw./km² | Code INSEE | Postleitzahl |
| -------------------- | ------------------------ | ---------- | ---------------- | ---------- | ------------ |
| Ciry-le-Noble        | 2.213                    | 33,07      | 67               | 71132      | 71420        |
| Génelard             | 1.407                    | 22,13      | 64               | 71212      | 71420        |
| Perrecy-les-Forges   | 1.546                    | 33,82      | 46               | 71346      | 71420        |
| Saint-Vallier        | 8.508                    | 24,21      | 351              | 71486      | 71230        |
| Sanvignes-les-Mines  | 4.265                    | 35,48      | 120              | 71499      | 71230, 71410 |
| Kanton Saint-Vallier | 17.939                   | 148,71     | 121              | 7128       | –            |